# Alice Schlesinger
Alice Schlesinger (hebr. ‏אליס שלזינגר‎; ur. 2 maja 1988 r. w Herclijji w Izraelu) – izraelsko-brytyjska judoczka, brązowa medalistka mistrzostw świata, wicemistrzyni Europy, srebrna medalistka igrzysk europejskich. Trenuje również sambo.

## Igrzyska olimpijskie
| Runda    | Przeciwniczka | Wynik       | Osiągnięcie |
| -------- | ------------- | ----------- | ----------- |
| 1. runda | Wolny los     | Wolny los   | 2. runda    |
| 2. runda | Lucie Décosse | P 0000–0011 | 2. runda    |

| Runda       | Przeciwniczka | Wynik       | Osiągnięcie |
| ----------- | ------------- | ----------- | ----------- |
| 1. runda    | Wolny los     | Wolny los   | Ćwierćfinał |
| 2. runda    | Hilde Drexler | W 0002–0001 | Ćwierćfinał |
| Ćwierćfinał | Urška Žolnir  | P 0000–1100 | Ćwierćfinał |
| Repasaż     | Gévrise Émane | P 0002–0010 | Ćwierćfinał |

| Runda    | Przeciwniczka    | Wynik     | Osiągnięcie |
| -------- | ---------------- | --------- | ----------- |
| 1. runda | Bak Ji-yun       | W 100–000 | 2. runda    |
| 2. runda | Anicka van Emden | P 000–001 | 2. runda    |